# Бергстедт, Харальд
Харальд Бергстедт (наст. имя Харальд Альфред Петерсен; 10 августа 1877, Кёге — 19 сентября 1965, Копенгаген) — датский писатель.

## Биография
Автор бытовых и сатирических стихов (сборники «Песни провинции», 1913—1921, «Широкие крылья», 1919, «Песни для всех ветров», 1927).
Его социальный роман «Александерсен» (1918, перевод на русский — 1923) — сатира на буржуазную культуру.
Повесть «Праздник святого Йоргена» (Jorgensfesten, 1919, перевод на русский — 1924 под названием «Фабрика святых», второй перевод был выполнен в 1960-е годы под оригинальным названием) была экранизирована в СССР в 1930 году Яковом Протазановым. «Праздник Святого Йоргена» — сатира на лицемерие церкви и её служителей.
До Второй мировой войны был социал-демократом. В годы немецкой оккупации вступил в Национал-социалистическую рабочую партию Дании, чья радикальная антисемитская и пронацистская позиция почти не пользовалась поддержкой в стране, писал статьи для партийной газеты «Отечество». В 1946 году за сотрудничество с немецкими оккупантами был приговорён к тюремному заключению на 2 года.
В 1948 году опубликовал сборник стихов «Песни за решёткой», содержащий размышления о своей жизни и творчестве.
До 1960-х гг. исполнение песен на тексты Бергстедта было запрещено на датском радио и телевидении.